# تطبيع الانحراف
تطبيع الانحراف مصطلح استخدمته السوسيولوجية الأمريكية ديان فوغان لوصف الصيرورة التي يحصل بفعلها تطبيع الانحراف عن السلوك القويم في ثقافة مؤسّسة ما.
عرَّفت فوغان هذه الصيرورة بأنّها صيرورة تتحوّل فيها ممارسة بادٍ افتقارها لمقومات الأمان إلى ممارسة اعتيادية مقبولة طالما لَمْ تؤدِّ فورًا إلى كارثة، أيْ أنَّها تصير "فترة حضانة طويلة [قبل وقوع الكارثة] تصحبها مؤشّرات مبكرّة إمّا أُسيءَ تفسيرها أو غُفِل عنها كليِّةً
المثال الأصلي الذي ساقته فوغان كان الأحداث التي أدَّت إلى كارثة مكوك الفضاء تشلِنْجَر إلّا أنَّ المفهوم طُبِّق أيضًا على سلامة الطيران و الممارسات الطبيّة و كذلك فيما يتعلّق وباء كوفيد-19.